# Arachnothryx hirtinervis
Arachnothryx hirtinervis är en måreväxtart som beskrevs av Attila L. Borhidi. Arachnothryx hirtinervis ingår i släktet Arachnothryx och familjen måreväxter. Inga underarter finns listade i Catalogue of Life.